# Брод
Брод (босн. Bosanski Brod, серб. Брод) — місто на північному краї Боснії і Герцеговини в складі Республіки Сербської, центр однойменної громади. Розташоване на правому березі річки Сави навпроти хорватського міста Славонський Брод. У місті розташовано великий нафтопереробний завод (заснований 1892 р., нині — 1300 працівників), панчішна фабрика «Бродтекс», завод сантехніки «Металемайл» тощо. 
За переписом 1991 р. місто налічувало 14 098 мешканців, тоді як громада — 34 138 проти нинішніх 11 315 жителів згідно з переписом Центру соціальної роботи 2006 року.
Перша писемна згадка датована 365 р. н. е.